# Terpna obtecta
Terpna obtecta är en fjärilsart som beskrevs av Debauche 1941. Terpna obtecta ingår i släktet Terpna och familjen mätare. Inga underarter finns listade i Catalogue of Life.